# Нашитті (Нью-Мексико)
Нашитті (англ. Naschitti) — переписна місцевість (CDP) в США, в окрузі Сан-Хуан штату Нью-Мексико. Населення — 272 особи (2020).

## Географія
Нашитті розташоване за координатами 36°3′45″ пн. ш. 108°40′48″ зх. д. / 36.06250° пн. ш. 108.68000° зх. д. (36.062563, -108.680001).  За даними Бюро перепису населення США в 2010 році переписна місцевість мала площу 6,52 км², з яких 6,49 км² — суходіл та 0,03 км² — водойми.

## Демографія
Згідно з переписом 2010 року, у переписній місцевості мешкала 301 особа в 94 домогосподарствах у складі 76 родин. Густота населення становила 46 осіб/км².  Було 103 помешкання (16/км²).
Расовий склад населення:
| - 96,3 % — корінних американців - 0,3 % — білих |

До двох чи більше рас належало 3,0 %. Частка іспаномовних становила 2,7 % від усіх жителів.
За віковим діапазоном населення розподілялося таким чином: 25,9 % — особи молодші 18 років, 60,5 % — особи у віці 18—64 років, 13,6 % — особи у віці 65 років та старші. Медіана віку мешканця становила 39,6 року. На 100 осіб жіночої статі у переписній місцевості припадало 104,8 чоловіків;  на 100 жінок у віці від 18 років та старших — 87,4 чоловіків також старших 18 років.
Середній дохід на одне домашнє господарство  становив 42 073 долари США (медіана — 36 250), а середній дохід на одну сім'ю — 40 864 долари (медіана — 38 750). За межею бідності перебувало 33,6 % осіб, у тому числі 51,5 % дітей у віці до 18 років та 25,0 % осіб у віці 65 років та старших.
Цивільне працевлаштоване населення становило 91 осіб. Основні галузі зайнятості: освіта, охорона здоров'я та соціальна допомога — 38,5 %, роздрібна торгівля — 22,0 %, публічна адміністрація — 16,5 %.